# Ross Mauermann
Ross W. Mauermann (* 19. Oktober 1990 in Janesville, Wisconsin) ist ein US-amerikanisch-deutscher Eishockeyspieler, der seit September 2016 bei den Fischtown Pinguins Bremerhaven aus der Deutschen Eishockey Liga (DEL) unter Vertrag steht und dort auf der Position des Stürmers spielt. Zuvor verbrachte Mauermann eine Spielzeit bei den Springfield Falcons in der American Hockey League (AHL).

## Karriere

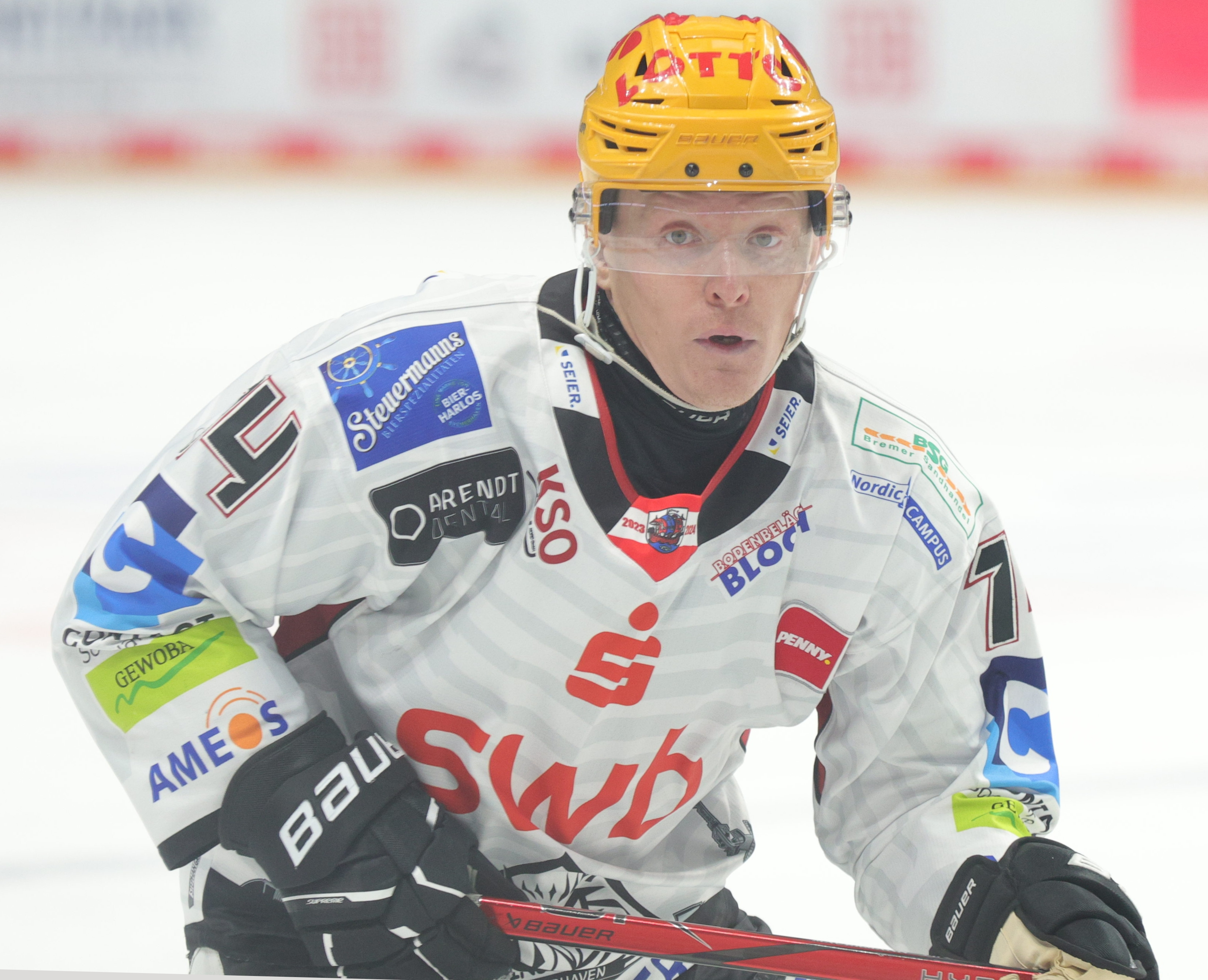
Mauermann im Trikot der Fischtown Pinguins Bremerhaven (2024)

Mauermann spielte an der Janesville Parker High School in seiner Heimat im US-Bundesstaat Wisconsin Eishockey, American Football sowie Baseball. Er konzentrierte sich schließlich auf Eishockey und verstärkte zwischen 2009 und 2011 die Janesville Jets in der North American Hockey League (NAHL). In der Saison 2010/11 machte er mit 29 Toren sowie 34 Vorlagen in 61 Spielen auf sich aufmerksam und schrieb sich zur Saison 2011/12 am Providence College im US-Bundesstaat Rhode Island ein. Er wurde bereits in seiner Debütsaison bei den Friars zum Leistungsträger und wurde ins Hockey East All-Rookie Team berufen. Zudem beendete er sein Premierenjahr als Punktbester seiner Mannschaft, was seit der Saison 2008/09 kein Liganeuling mehr geschafft hatte. Im Sommer 2014 nahm Mauermann am Rookie-Camp des NHL-Klubs New Jersey Devils teil, ehe er in seinem Abschlussjahr am Providence College als einer der Mannschaftskapitäne fungierte und die Friars zum Gewinn der NCAA-Meisterschaft führte. Er verließ die Hochschule, an der er im Hauptfach Marketing studiert hatte, mit zwei Bestmarken: Kein Eishockeyspieler in der Geschichte der Friars vor ihm hatte mehr Spiele für das Team absolviert als er – nämlich 156. Auch die Tatsache, dass er während seiner Collegekarriere kein einziges Spiel verpasste und damit 156 Partien in Folge bestritt, war ein Bestwert.
Mit dem Fortgang vom Providence College beendete Mauermann seine Karriere als Amateur und schlug die Profilaufbahn ein. Von den Springfield Falcons aus der American Hockey League (AHL) erhielt er zu Beginn der Saison 2015/16 zunächst einen Probevertrag, im Dezember 2015 wurde er von den Falcons dann fest verpflichtet. Nach einem Jahr in der AHL zog es Mauermann nach Übersee, er unterschrieb im September 2016 einen Vertrag bei den Fischtown Pinguins Bremerhaven aus der Deutschen Eishockey Liga (DEL). Dort entwickelte sich der Angreifer schnell zu einer festen Größe im Kader. Am Ende der Saison 2023/24 feierte Mauermann mit dem Gewinn der Vizemeisterschaft den bis dato größten Erfolg der Bremerhavener Vereinsgeschichte.

## Erfolge und Auszeichnungen
| - 2012 Hockey East All-Rookie Team - 2014 Hockey East Best Defensive Forward - 2014 Len Ceglarski Award (Hockey East Sportsmanship) | - 2015 NCAA-Division-I-Championship mit dem Providence College - 2024 Deutscher Vizemeister mit den Fischtown Pinguins Bremerhaven |

## Karrierestatistik
Stand: Ende der Saison 2024/25
(Legende zur Spielerstatistik: Sp oder GP = absolvierte Spiele; T oder G = erzielte Tore; V oder A = erzielte Assists; Pkt oder Pts = erzielte Scorerpunkte; SM oder PIM = erhaltene Strafminuten; +/− = Plus/Minus-Bilanz; PP = erzielte Überzahltore; SH = erzielte Unterzahltore; GW = erzielte Siegtore; 1 Play-downs/Relegation; Kursiv: Statistik nicht vollständig)